# (32210) 2000 OD10
2000 OD10 (asteroide 32210) é um asteroide da cintura principal. Possui uma excentricidade de 0.10174800 e uma inclinação de 10.14661º.
Este asteroide foi descoberto no dia 23 de julho de 2000 por LINEAR em Socorro.